# 2008年1月

## 1月31日
- 非洲联盟第十届首脑会议在埃塞俄比亚首都亚的斯亚贝巴开幕，本届会议的主题是“非洲工业发展”，与会者将重点讨论非洲工业化和经济合作问题。新华网（页面存档备份，存于）
- 英国运动服装生产商Umbro公司宣布，其股东已经同意耐克公司提出的2.85亿英镑的全现金收购要约。新华网 Archive.today的存檔，存档日期2013-04-28
- 乍得总统代比亲率军队在首都恩贾梅纳周边完成部署，准备阻挡反政府武装向首都推进。新华网（页面存档备份，存于）
- 据中国民政部透露，自1月10日至31日的雪灾已使湖南、湖北、贵州等19个省级行政区受灾，60人死亡，2人失踪，175.9万人紧急转移，直接经济损失537.9亿元人民币。新华网（页面存档备份，存于）

## 1月30日
- 中國民政部透露，自10日以来的華中華東雪災已使湖南、湖北、贵州、广西、江西、安徽等17個省级行政区及新疆生产建设兵团受災，38人死亡，161.7萬人緊急轉移，直接经济损失326.7亿元。廣州地區滯留旅客近80萬人，滬寧杭地區滯留旅客逾10萬人。新華網（页面存档备份，存于） 新華網（页面存档备份，存于）
- 日本各媒體報導，至少有10名日本民眾在吃下中國生產的同一批冷凍煎餃後，因食物中毒症狀送醫急救。自由電子報中時電子報[永久]東森新聞報（页面存档备份，存于）自由電子報中時電子報
- 2008年美国总统选举：佛罗里达州初选后，共和党的鲁迪·朱利亚尼和民主党的约翰·爱德华兹宣布退选。前者转为支持约翰·麦凯恩。CNN（页面存档备份，存于）CNN（页面存档备份，存于）
- 瑞士医生联合会发表研究公报称，感染HIV病毒并得到抗逆转录病毒药物有效治疗者，即使不采取保护措施，也不会通过通常的性传播途径传染病毒。新华网（页面存档备份，存于）
- 美国联邦储备委员会再度降息50个基点，联邦基金利率降至3%。美联储在9天之内两度降息，幅度达125个基点。新华网（页面存档备份，存于）
- 地中海两条海底电缆受损，造成南亚和中东地区的网络通信几乎瘫痪。BBC中文网（页面存档备份，存于） 联合新闻网[]

## 1月29日
- 人民力量党主席沙马·顺达卫在曼谷接受泰国国王普密蓬·阿杜德签署的御令，正式成为泰国总理。新华网（页面存档备份，存于）　新华网 Archive.today的存檔，存档日期2013-04-28
- 澳門發生歷來最大規模的天線訊號中斷事件。澳门电信管理局

## 1月28日
- 中華民國在南沙群岛的太平岛已经完成了一个长1,150米的飞机跑道。BBC （页面存档备份，存于）
- 中國長江流域持續出現特大風雪，安徽、江西、河南、湖南、湖北、貴州、陝西等14個省同時受災，是1954年後以來最嚴重的雪災。据中国民政部提供的数据，共有7786.2万人受灾，因灾死亡24人，因灾直接经济损失220.9亿元。第三輪風雪導致各地高速公路、機場路面結冰及大量積雪，陸空交通癱瘓。15萬旅客滯留在廣州火車站，白雲機場有大約一百班飛機取消。由於京廣及京九鐵路的供電網受到風雪摧毀，加上煤的運輸受阻，鐵路電力供應中斷，大量旅客被困在湖南鐵路上。由於糧食運輸停頓，各地包括香港的豬肉蔬菜價格飆升。星島日報星島日報明報明報明報明報新华网（页面存档备份，存于）
- 泰国国会下议院举行首相人选表决会议，人民力量党主席沙马·顺达卫当选泰国新首相。新华网（页面存档备份，存于）
- 韩国当选总统李明博提名联合国秘书长气候变化问题特使韩升洙为下届政府总理。新华网（页面存档备份，存于）
- 诺基亚宣布以8.43亿挪威克朗（约合1.53亿美元）现金收购挪威的上市软件公司Trolltech，Qt的开发商。网易（页面存档备份，存于）
- 2008年北京奥运会主要场馆之一的国家游泳中心“水立方”竣工并交付使用。新浪网（页面存档备份，存于）

## 1月27日
- 2008年世界经济论坛年會在瑞士达沃斯閉幕，与会者对美国以及全球经济前景感到担忧，工商、政府、社會各界領袖呼籲合作創新，應對包括貧困、全球變暖、巴以衝突等在內的各項全球化挑戰。新华网（页面存档备份，存于） 世界經濟論壇
- 以色列总理艾胡德·奧爾默特和巴勒斯坦民族权力机构主席阿巴斯在耶路撒冷就加沙地带与埃及的边境局势举行会谈。新华网 Archive.today的存檔，存档日期2013-04-28
- 中国中央气象台发布暴雪红色警报。新华网（页面存档备份，存于）
- 塞爾維亞选手德约科维奇获得2008年澳洲網球公開賽男单冠军。新华网（页面存档备份，存于）

## 1月25日
- 世界经济论坛在瑞士达沃斯将2008年度水晶奖授予英国电影演员埃玛·汤姆森和美国华裔大提琴演奏家马友友。新华网（页面存档备份，存于）
- 俄罗斯选手莎拉波娃获得2008年澳洲網球公開賽女单冠军。东方网（页面存档备份，存于）

## 1月24日
- 英國就業及退休保障大臣因政治捐獻醜聞辭職，成為英揆自2007年6月上任以來首位辭職的內閣大臣。有線電視新聞[]、大紀元（页面存档备份，存于）
- 联合国人权理事会针对巴勒斯坦局势召开特别会议，通过决议要求以色列立即解除对加沙的封锁。新华网[永久]
- 意大利总理普罗迪由于其领导的政府未能赢得在参议院的信任投票，而向总统纳波利塔诺递交辞呈。新华网（页面存档备份，存于）
- 法国兴业银行宣布，该银行一名期货交易员在过去近一年时间里未经授权利用银行资金进行非法交易，给银行造成了49亿欧元的损失。新华网（页面存档备份，存于）
- 在前联合国秘书长安南的斡旋下，肯尼亚总统齐贝吉和反对党领导人奥廷加在总统府进行了自肯尼亚骚乱以来的首次会谈。德国之声中文网（页面存档备份，存于）
- 美国克雷格·文特尔研究所的一项研究成果在《科学》杂志上发表，他们已成功制造出了人体生殖支原体的完整基因组，成为合成生物学上的一项重大突破。科技日报联合新闻网[]

## 1月23日
- 2008年世界经济论坛年会在瑞士达沃斯开幕，来自88个国家的2500多名与会者将通过235场专题研讨会。本届论坛年会的主题为“合作创新的力量”。新华网（页面存档备份，存于）
- 刚果民主共和国政府和恩孔达率领的图西族反政府武装在东部城市戈马签署和平协议。新华网 Archive.today的存檔，存档日期2013-04-28
- 希腊总理卡拉曼利斯开始对土耳其进行为期3天的正式访问，这是希腊总理近50年来首次正式访问土耳其。新华网

## 1月22日
- 万维网联盟正式对外发布互联网网页代码新标准HTML 5的首个工作草案。w3.org（页面存档备份，存于）计算机世界网
- 伊拉克议会通过一项有效期一年的修改国旗的临时法案，将原伊拉克国旗上由前总统萨达姆手书的“真主至大”字样换成印刷体，并去掉旗上代表阿拉伯复兴社会党“统一、自由、社会主义”口号的3颗绿色五角星。 新华网（页面存档备份，存于）
- 面对经济衰退和股市跌潮，美国联邦储备局意外地一次降息0.75%。BBC中文网（页面存档备份，存于）
- 美、俄、中、英、法、德六国外长在德国外交部就伊朗核问题举行会谈，并就伊核问题的安理会新草案要点达成一致。新华网（页面存档备份，存于）
- 中國国家文物局在北京召開記者會宣布：在河南许昌灵井旧时器时代遗址第四纪晚更新世早期地层中發現距今8万～10万年间的较完整的古人类許昌人头盖骨化石。填补了中国现代人类起源中重要一环。新華網（页面存档备份，存于）新華網

## 1月21日
- 全球主要股市出现暴跌，伦敦股市金融时报100指数、巴黎股市CAC40指数、法兰克福股市DAX指数、新加坡股市海峽時報指數、香港股市恒生指数、上海股市综合股价指数等股市指数跌幅超过5%。新华网（页面存档备份，存于）人民网（页面存档备份，存于）

## 1月20日
- 再次当选格鲁吉亚总统的米哈伊爾·薩卡什維利在首都第比利斯宣誓就职。新华网（页面存档备份，存于）

- 塞尔维亚国家选举委员会公布的初步统计结果显示，塞尔维亚激进党总统候选人尼科利奇在当天进行的总统选举中领先，将和得票率第二位的民主党总统候选人、现任总统塔迪奇进入第二轮选举。新华网（页面存档备份，存于）

## 1月19日
- 以人民力量党为首的6个泰国政党在曼谷正式宣布联合组阁，而新一届国会下议院第二大党民主党将成为下议院唯一的反对党。新华网（页面存档备份，存于）
- 反全球化示威者在瑞士首都伯恩与警方发生激烈冲突，200多人被捕，这场示威主要针对23日将在达沃斯举行的世界经济论坛年会。联合早报

## 1月17日
- 一架载有136名乘客及16名机组人员的英国航空038号班机在英国希思罗机场降落时发生事故。机上人员全部安全撤离，18人受轻伤被送往医院救治。BBC中文网（页面存档备份，存于）
- 第五次中美战略对话在贵阳开始，由中国外交部副部长戴秉国及美国副国务卿内格罗蓬特主持。中国军方首次参加对话。BBC中文网（页面存档备份，存于）
- 瑞典皇家科学院宣布，2008年克拉福德奖授予法国数学物理学家马克西姆·孔采维奇，美国数学物理学家爱德华·威滕和俄罗斯天体物理学家拉希德·辛亚耶夫三位科学家。新华网 Archive.today的存檔，存档日期2013-04-28
- 日本国际科学技术财团宣布，2008年日本国际奖授予美国计算机科学家文特·瑟夫和罗伯特·卡恩，以及遗传学家维克托·麦库西克。新华网

## 1月16日
- 美国Sun公司宣布，已经与瑞典MySQL公司达成最终协议，将以10亿美元收购这家开放源代码的数据库管理系统厂商。新浪网（页面存档备份，存于）
- 十五日下午有兩名「海洋守護協會」抗議成員遭日本捕鯨船「勇新丸二號」扣留，澳洲政府於同日依國內法勒令日方停止捕鯨活動。日本官房長官町村信孝在十六日記者會上表示願釋放兩人，但譴責環保團體反捕鯨活動並指責澳洲干涉。自由時報[]
- 美国甲骨文公司宣布，已和BEA公司达成协议，将以85亿美元收购这家Java中间件软件公司。新华网 Archive.today的存檔，存档日期2013-04-29

## 1月15日
- 利用細弱螺旋體（Treponema pertenue）所進行的遺傳學研究，發現了支持梅毒是由哥倫布及其船員由美洲帶往歐洲之理論的新證據。新科學家（页面存档备份，存于）

## 1月14日
- 非洲国家公开宣布斷绝與中華民國长达41年的外交关系，并称在去年12月28日就已经与中華人民共和國建立外交关系。路透社美国之音中文网（页面存档备份，存于）
- 美国国家航空航天局信使号探测器掠过水星，其轨道距离水星表面最近处只有约200公里。新华网（页面存档备份，存于）

## 1月13日
- 印度总理辛格乘专机抵达北京首都国际机场，开始对中国进行为期三天的国事访问。新浪网（页面存档备份，存于）
- 第65届金球奖在美国洛杉矶以新闻发布会方式揭晓，英国电影《赎罪》获得剧情类最佳影片奖。中国新闻网（页面存档备份，存于）

## 1月12日
- 中華民國第七屆立法委員選舉完成投開票，113席中泛藍陣營獲得85席（四分之三多數）、民主進步黨獲得27席。民進黨主席陳水扁晚上宣佈辭去黨主席職務。中國時報1中國時報2
- 湖北省天門市有人因用手機拍下城市管理執法局五十多名執法人員為填埋垃圾與農民發生衝突之事，而遭城管人員暴力毆打致死。中國時報
- 西班牙國歌《皇家進行曲》歌詞填詞比賽結果公布。在國會批准後，將結束30年沒有歌詞的歷史。每日電訊報（页面存档备份，存于）

## 1月11日
- 日本參議院否決了旨在恢復日本海上自衛隊在印度洋向美英等國艦船提供燃料等後勤保障的新反恐特別措施法案。法新社
- 国际原子能机构总干事穆罕默德·巴拉迪抵达德黑兰，将和伊朗有关方面讨论伊朗核计划问题。新华网（页面存档备份，存于）
- 一架从澳大利亚霍巴特起飞的空中客车A319客机降落在南极澳大利亚凯西站附近的冰制跑道上，成为首部到达南极洲的商用航班。中国新闻网（页面存档备份，存于）联合新闻网[]

## 1月10日
- 巴基斯坦东部城市拉合尔高等法院外发生自杀式爆炸，造成至少22名警察和4名平民丧生，同时造成包括过路平民在内的58人受伤。新浪（页面存档备份，存于）
- 哥伦比亚反政府武装哥伦比亚革命武装力量将扣押多年的两位女人质，前哥伦比亚国会议员冈萨雷斯和政治家罗哈斯移交给国际红十字会和委内瑞拉政府的代表。新华网（页面存档备份，存于）新华社
- 中国華中、華南的湖南、江蘇、江西、湖北等省級行政區开始遭遇持续大規模雪災，造成重大损失。南方报网[永久]

## 1月9日
- 2008年美國總統選舉：民主共和兩黨在新罕布夏州舉行初選。民主黨代表紐約州的聯邦參議員希拉里·克林頓險勝伊利諾州聯邦參議員巴拉克·奧巴馬。共和黨方面代表亞利桑那州的參議員約翰·麥凱恩勝出。CNN（页面存档备份，存于）
- 世界卫生组织发布一份和伊拉克政府共同完成的调查报告，指出自2003年美国入侵伊拉克至前年六月，共有15.1万名伊拉克人死于暴力事件。联合新闻网[]

## 1月8日
- 巴西警方表示，已经找到上月在圣保罗艺术博物馆失窃的兩幅名畫，兩名嫌犯被捕。这两幅名画其中一幅是畢加索1904年的作品《蘇珊寶殊的肖像》，另一幅是巴西畫家坎迪多·波爾蒂納里的《咖啡工人》。美聯社新华网（页面存档备份，存于）
- 馬爾代夫總統穆蒙·阿卜杜勒·加堯姆避過了一次暗殺。美聯社
- 黃金價格升至884美元，是歷來新高。美聯社
- 美國國防部公開日前伊朗快艇在美軍艦艇附近游弋的片段。半島電視台（页面存档备份，存于）
- 美国总统乔治·布什乘坐空军一号专机启程对以色列、巴勒斯坦、科威特、巴林、阿拉伯联合酋长国、沙特阿拉伯和埃及等国进行为期8天的访问。新华网（页面存档备份，存于）
- 意大利总理普罗迪宣布政府准备动用军队来彻底解决那不勒斯及其周边地区的垃圾处理危机。新华网（页面存档备份，存于）

## 1月7日
- 美国好莱坞外国记者协会宣布，由于好莱坞编剧罢工得到美国电影演员协会的声援，原订于13日举行的第65届金球奖颁奖典礼将改成以新闻发布会发布得奖名单。彭博（页面存档备份，存于）新华网 Archive.today的存檔，存档日期2013-04-28

## 1月6日
- 根據猶太人人口政策計劃機構的報告顯示，到去年底，全球猶太人口達1320萬，居住在以色列的佔41%。國土報（页面存档备份，存于）
- 美籍蓋達分子阿當·加達恩昨在網站發表錄影講話，呼籲伊斯蘭武裝分子「用炸彈及陷阱」歡迎星期三訪問中東的美國總統小布殊。法新社
- 格鲁吉亚中央选举委员会公布部分投票站的初步计票结果，前总统萨卡什维利在5日的总统选举中获得了超过50%的选票，萨卡什维利宣布自己赢得大选。中国新闻网（页面存档备份，存于）新华网（页面存档备份，存于）
- 3艘美国军舰和5艘伊朗快艇在波斯湾霍尔木兹海峡发生对峙事件，双方在数百米距离内险些开火。新华网（页面存档备份，存于）

## 1月5日
- 肯尼亚总统齐贝吉表示愿意组建联合政府，以结束因总统选举引发的暴力事件，反对派领导人奥廷加则拒绝接受，坚持要求总统先辞职。 新华网 Archive.today的存檔，存档日期2013-04-28美国之音中文网（页面存档备份，存于）

## 1月4日
- 达喀尔拉力赛组委会宣布，由于毛里塔尼亚境内安全无法得到保障，2008年达喀尔拉力赛赛事全部取消。新浪（页面存档备份，存于）
- 南韓航空宇宙研究院表示，南韓第一枚多功能實用衛星阿里郎一號，於觀測朝鮮半島八年後的上個月三十日，突然在太空中消失。法新社

## 1月3日
- 2008年美國總統選舉：代表伊利諾伊州的參議員巴拉克·奧巴馬和前阿肯色州州長麥克·赫卡比分別贏得民主共和兩黨在愛阿華州的黨團會議。BBC（页面存档备份，存于）

## 1月2日
- 巴基斯坦選舉委員會宣布，因前總理貝娜齊爾·布托遇刺身亡，國會選舉將由1月8日押後至2月18日。紐約時報（页面存档备份，存于）
- 智利亞伊馬火山（Llaima）自去年5月以後再次爆發。美聯社
- 無國界記者指出，去年有86名記者被殺，20名與媒體工作有關人士被殺害；887名記者被逮捕；1,511名記者遭受身體攻擊或威脅；67名記者被綁架。路透社
- 美国纽约商品交易所2月份交货的原油期货价格在历史上首次突破每桶100美元的关口。衛報（页面存档备份，存于）人民网（页面存档备份，存于）
- 2008年全国铁路春运方案出台。新华网（页面存档备份，存于）
- 斯里兰卡政府宣布，斯内阁当晚决定退出斯政府2002年与反政府武装泰米尔伊拉姆猛虎解放组织（猛虎组织）签署的停火协议。新华网（页面存档备份，存于）

## 1月1日
- 由海灣阿拉伯國家合作委員會（海合會）6個成員國組成的海灣共同市場今日正式啟動。Arab News（页面存档备份，存于）
- 馬爾他和塞浦路斯（北塞浦路斯除外）两个地中海的欧盟成员国正式採用歐元，使歐元區的成員增至15国。美聯社[]中国新闻网（页面存档备份，存于）
- 肯亞埃爾多雷特一家神召會教堂被縱火，在那裡躲避攻擊的50人被燒死。死者多數為現任總統姆瓦伊·齊貝吉名支持者。波士頓論壇報
- 美國新罕布夏州承認公民結合的合法地位。波士頓環球報（页面存档备份，存于）
- 委內瑞拉為抗擊通貨膨脹，發行強勢玻利瓦爾，面值為舊幣的一千倍。聯合報（页面存档备份，存于）
- 台灣臺北縣舉行萬人擊鼓活動，以10162人同時擊鼓，打破2007年香港10046人同時擊鼓之金氏世界紀錄。金羊网
- 中華民國國軍義務役役期減為1年。